# Mixibius
Genre
Mixibius est un genre de tardigrades de la famille des Hypsibiidae.

## Liste des espèces
Selon Degma, Bertolani et Guidetti, 2017 :
- Mixibius felix Pilato, Sabella, D'Urso & Lisi, 2017
- Mixibius fueginus Pilato & Binda, 1996
- Mixibius ninguidus Biserov, 1999
- Mixibius ornatus Pilato, Binda, Napolitano & Moncada, 2002
- Mixibius parvus Lisi, Sabella & Pilato, 2014
- Mixibius pilatoi Wang, 2009
- Mixibius saracenus (Pilato, 1973)
- Mixibius schnurae Pilato, Lisi & Binda, 2010
- Mixibius sutirae Pilato, Binda & Lisi 2004
- Mixibius tibetanus Li & Li, 2008

## Systématique et taxinomie
Ce genre a été déplacé des Isohypsibiidae aux Hypsibiidae par Bertolani, Guidetti, Marchioro, Altiero, Rebecchi et Cesari en 2014.

## Publication originale
- Pilato, 1992 : Mixibius, new genus of Hypsibiidae (Eutardigrada). Animalia (Catania), vol. 19, p. 121-125.